# مختار مختار
مختار مختار (ولد 17 أغسطس 1954 في شبرا، مصر) هو لاعب كرة قدم مصري سابق ومدرب. شغل منصب مدرب نادي الإنتاج الحربي. يرأس حاليا منصب رئيس لجنة التخطيط في النادي الأهلي.

## مشواره كلاعب
بدأ «مختار على مختار» حياته الكروية لاعبا تحت 18 سنة بنادى إسكو بشبرا، ثم انتقل بعد تألقه إلى النادي الأهلي المصري بفضل المهندس على رخا رئيس مجلس إدارة شركة ونادى اسكو.
شارك مختار في أول مباراة رسمية مع الأهلى في الأسبوع الثاني موسم 75/1976 أمام كفر الشيخ بملعبه بإستاد كفر الشيخ وفاز الأهلى 2/صفر وفي الأسبوع الثالث التقى الأهلى بملعبه مع فريق المنيا وفاز الأهلى 6/صفر وسجل مختار مختار الهدف الثالث مفتتحا رصيده التهديفى في القلعة الحمراء.
طوال 8 مواسم قضاها مختار في الأهلى ابتداء من موسم 75/1976 وانتهاء بموسم 82/1983 ومباراة واحدة فقط في موسم 83/1984 لعب مختار 153 مباراة في الدورى العام فاز الأهلى خلالها في 110 مباريات وتعادل في 34 مباراة وخسر 9 مباريات فقط.
أحرز مختار مع الأهلي 26 هدفا في الدوري العام المصري وفاز بالدرع 6 مرات مواسم 75/76، 76/77، 78/79، 79/80، 80/81، 81/1982 وشارك مختار في 17 مباراة بكأس مصر فاز الأهلى في 13 وتعادل في واحدة وخسر 3 مباريات، سجل هدفين وأحرز مع الأهلى بطولة الكأس 3 مرات أعوام 78، 81، 1983.
شارك مختار في 24 مباراة في بطولة أفريقيا للأندية أبطال الدوري فاز الأهلى في 13 وتعادل في 6 وخسر 5 مباريات وسجل هدفا في مرمى اينجو رينجرز النيجيرى في دور قبل النهائي عام 1982 بالقاهرة وهدفا في مرمى ديناموز هراري بطل زيمبابوى في دور الـ 16 بالقاهرة عام 1983 وكان قد سجل هدفين في مرمى المدينة الليبى بالقاهرة عام 1977 وفاز الأهلى 7/2
حقق مختار مع الأهلى أول بطولة أفريقية عام 1982 ليكون إجمالي ما خاضه مع الفريق الأول للنادي منذ انضمامه 194 مباراة فاز في 136 وتعادل في 41 وخسر 17 مباراة، سجل 32 هدفا 26 في الدورى العام وهدفين في كأس مصر و4 أهداف في بطولة أفريقيا.
في افتتاح مباريات الأهلى في الدورى موسم 83/1984 أمام المقاولون بإستاد القاهرة وقبل مرور 13 دقيقة من بداية المباراة كان مختار قد سجل للأهلى هدفا برأسه في مرمى بل انطوان الحارس الكاميرونى للمقاولون ولم تمر 10 دقائق حتى أصيب مختار في كرة مشتركة مع سعيد الشيشينى الذي سقط بكل جسمه على ركبة مختار حيث أصيبت ساقه بالضمور وأجريت له عدة عمليات لكن ساقه اليمنى ظلت تؤلمه بعد أن تدرب بقوة وعنف ليستعيد سرعته لكنه لم يتمكن وقرر اعتزال الكرة وتأكيدا لأخلاقه الرفيعة أصر في مباراة تكريمه التي أقيمت يوم الجمعة 24 يناير 1986 على أن يكون حول الملعب رافعا يده في يد سعيد الشيشيني كابتن فريق نادي المقاولون العرب معلنا بذلك أمام الجميع أن الشيشينى لم يتعمد إصابته وأنه لا يحمل أي ضغينة له واستقبل الجمهور هذا الموقف بكل الحماس بعد أن كان يطالب زملاء مختار في الملعب على الثأر له ونتيجة لهذا الموقف الرائع قررت اللجنة الدولية للعب النظيف المنبثقة عن هيئة اليونسكو بباريس منح مختار جائزة الخلق الرياضي عام 1985 وتسلمها يوم 25 سبتمبر 1986.
على الصعيد الدولي خاض مختار مع منتخب مصر 42 مباراة دولية.
أول مباراة رسمية له كانت في كأس الأمم الأفريقية بأثيوبيا في 3 مارس 1976 وفازت مصر 2/1.

## المشوار التدريبى
تولى مختار مختار تدريب فرق الناشئين بالأهلى بعد حصوله على دراسات متعددة في التدريب وعمل مدربا للفريق الأول مع المدير الفنى البرتغالى مانويل جوزيه، ثم عمل في منصب المدير الفني لفريق نادي بتروجيت منذ عام 2005 إلى 2009.
نال مختار مختار لقبه الأول في تاريخه بعد أن حقق لقب كأس مصر عام 2011 لإنبي.

## روابط خارجية
- مختار مختار على موقع قاعدة بيانات كرة القدم.إي يو (الإنجليزية)